# Josef Schneider (labdarúgó, 1901)
Josef Schneider (1901–?) válogatott osztrák labdarúgó, edző.

## Pályafutása

### Klubcsapatban
1919-ben a Wiener AF csapatában kezdte a labdarúgást. 1927-ig a First Vienna, az Ostmark Wien és a Wiener AC csapataiban szerepelt, majd Magyarországra szerződött a Hungária együtteséhez, ahol két idényen át játszott. A Hungáriával először ezüstérmes, majd bajnok lett. 1929 és 1931 között az Egyesült Államokban játszott a New York Hakoah és a Brooklyn Wanderers csapataiban. 1931-ben visszatért Európába. Először a svájci Grasshopper labdarúgója volt. Majd 1933 és 1938 között Franciaországban játszott a Stade Rennais, a Le Havre AC és az Olympique Alès együtteseiben. Ennél a három klubnál már edzőként is tevékenykedett. 1938-ban hagyta abba az aktív labdarúgást.

### A válogatottban
1925 és 1927 között tíz alkalommal szerepelt az osztrák válogatottban.

#### Mérkőzései az osztrák válogatottban
| #   | Dátum                | Ellenfél      | Eredmény | Kiírás              | Esemény |
| --- | -------------------- | ------------- | -------- | ------------------- | ------- |
| 1.  | 1925. július 5.      | Svédország    | 4 – 2    | barátságos mérkőzés |         |
| 2.  | 1925. július 10.     | Finnország    | 2 – 1    | barátságos mérkőzés |         |
| 3.  | 1925. november 8.    | Svájc         | 0 – 2    | barátságos mérkőzés |         |
| 4.  | 1926. március 14.    | Csehszlovákia | 2 – 0    | barátságos mérkőzés |         |
| 5.  | 1926. május 2.       | Magyarország  | 3 – 0    | barátságos mérkőzés | 44'     |
| 6.  | 1926. május 30.      | Franciaország | 4 – 1    | barátságos mérkőzés |         |
| 7.  | 1926. szeptember 28. | Csehszlovákia | 2 – 1    | barátságos mérkőzés |         |
| 8.  | 1926. október 10.    | Svájc         | 7 – 1    | barátságos mérkőzés |         |
| 9.  | 1926. november 7.    | Svédország    | 3 – 1    | barátságos mérkőzés |         |
| 10. | 1927. március 20.    | Csehszlovákia | 1 – 2    | barátságos mérkőzés |         |

### Edzőként
A franciaországi játékosedző tevékenysége után 1939-40-ben az Austria Wien vezetőedzője volt.

## Sikerei, díjai
Hungária
- Magyar bajnokság
  - bajnok: 1928–29
  - 2.: 1927–28

 Grasshoppers
- Svájci kupa
  - győztes: 1932